# Serhij Lisenczuk
Serhij Hennadijowycz Lisenczuk, ukr. Сергій Геннадійович Лісенчук, ros. Сергей Геннадьевич Лисенчук, Siergiej Giennadjewicz Lisienczuk (ur. 6 stycznia 1972 w Kijowie) – ukraiński piłkarz i trener w futsalu oraz sędzia piłkarski.

## Kariera piłkarska
Wychowanek Szkoły Piłkarskiej Tawrija Symferopol. W 1990 występował w zespole amatorskim Łokomotyw Konotop.

## Kariera trenerska
Po krótkiej karierze piłkarskiej rozpoczął pracę szkoleniowca. Pomagał swojemu ojcowi Hennadijowi Lisenczukowi trenować reprezentację Ukrainy w futsalu. Jako asystent zdobył wiele trofeów.

## Kariera sędziowska
W 1996 zaczął sędziować lokalne mecze na poziomie regionalnym. Od 2000 sędziował mecze Amatorskich Mistrzostw Ukrainy, od 2001 w Drugiej Lidze, od 2004 w Pierwszej Lidze, a od 2009 w Premier-Lidze Ukrainy. Sędzia kategorii krajowej.

## Sukcesy i odznaczenia

### Sukcesy trenerskie
Reprezentacja Ukrainy w futsalu (jako asystent)
- brązowy medalista Mistrzostw Świata: 1996
- wicemistrz Europy: 2001, 2003
- mistrz Świata wśród zespołów studenckich: 1998, 2004

### Odznaczenia
- tytuł Zasłużonego Trenera Ukrainy